# Koku Ahiaku
Koku Mensah Ahiaku (* 6. März 1963) ist ein ehemaliger Radrennfahrer aus Togo.

## Sportliche Laufbahn
Ahiaku war Teilnehmer der Olympischen Sommerspiele 1992 in Barcelona. Im olympischen Straßenrennen schied er beim Sieg von Fabio Casartelli aus. Togo startete zum zweiten Mal bei Olympischen Sommerspielen im Radsport.